# Simeon Olelkovič
Simeon (Šimon) Olelkovič (bělorusky: Сямён Алелькавіч, ukrajinsky: Семен Олелькович, rusky: Семён Олелькович, litevsky: Simonas Olelkaitis; 1420, Sluck–1470, Kyjev) byl posledním kyjevským knížetem (1454 až 1470) a knížetem sluckým (1443 až 1455).
Jako člen rodiny Olelkovičů pocházel z gediminovské dynastie a byl vnukem Algirdase, litevského velkovévody. Po smrti svého otce zdědil Kyjevské knížectví. Vedl nezávislou politiku, bojoval proti krymským Tatarům, udržoval úzké vazby s Moldavským knížectvím, janovskými koloniemi u Černého moře a knížectvím Theodoro na Krymu.
Jeho dcera se vdala za Michala III. Tverského, posledního knížete Tveru.
Po smrti Simeona Olelkoviče se Kyjevské knížectví proměnilo v Kyjevské vojvodství.